# Гремок
Гремок — деревня в Солецком районе Новгородской области.

## География
Находится в западной части Новгородской области на расстоянии приблизительно 16 км на юго-запад по прямой от районного центра города Сольцы на берегу речки Леменка.

## История
Деревня отмечалась еще на карте 1840 года. В 1877 году здесь (деревня Порховского уезда Псковской губернии) было учтено 38 дворов. До 2020 года входила в состав Горского сельского поселения до его упразднения.

## Население
Численность населения: 214 человек (1909 год), 14 (русские 100 %) в 2002 году, 14 в 2010.